# Sant Esteve de Tubau
Sant Esteve de Tubau és una obra del municipi de Sant Jaume de Frontanyà (Berguedà) protegida com a bé cultural d'interès local.

## Descripció
Sant Esteve de Tubau es troba a tocar de la masia de Tubau, en un indret elevat que domina la vall. És una construcció preromànica de planta rectangular, té una sola nau i està rematada per un absis de secció trapezial. Els dos murs testers sobrepassen l'alçada de la teulada fins a l'ara de l'altar i de l'absis. L'absis està cobert amb volta de canó i té dues finestres sobreposades finestra singular La portalada d'entrada, oberta a ponent, disposa d'un arc de mig punt adovellat i presenta una porta de fusta amb ferramenta de tradició romànica Aquesta façana és coronada per un gran campanar d'espadanya de dos ulls.

## Història
La datació probable de la finestra de l'absis és del s. IX. L'any 905 és quan s'esmenta susdita església, restaurada, l'any 1973-74, pel servei de la Diputació de Barcelona.